# Instytut Ogrodnictwa
Instytut Ogrodnictwa - Państwowy Instytut Badawczy – polski instytut naukowy z siedzibą w Skierniewicach.

## Opis
Utworzony 1 stycznia 2011 w wyniku połączenia Instytutu Sadownictwa i Kwiaciarstwa im. Szczepana Pieniążka i Instytutu Warzywnictwa im. Emila Chroboczka. Przedmiotem działania Instytutu jest prowadzenie badań naukowych i prac rozwojowych oraz działalności wdrożeniowej, upowszechnieniowej, normalizacyjnej i unifikacyjnej w obszarze sadownictwa, warzywnictwa, roślin ozdobnych i pszczelnictwa. Instytut może prowadzić działalność gospodarczą. Nadzór nad Instytutem sprawuje Minister Rolnictwa i Rozwoju Wsi. Pierwszym dyrektorem Instytutu był prof. Franciszek Adamicki.
W latach 1951–2016 w instytutach ogrodniczych w Skierniewicach wytworzono ponad 200 odmian roślin.